# Íngrid Pons
Íngrid Pons Molina (Montgat, Barcelona, 27 de febrero de 1975) es una exjugadora española de baloncesto profesional. Fue internacional entre 1997 y 2004 con la selección española, con la que ha disputado europeos, mundiales y Juegos Olímpicos.

## Trayectoria
Nació en Montgat, Comarca del Maresme, donde comenzó a jugar al baloncesto. En 1992 fichó por el Universitari de Barcelona, donde estuvo seis temporadas. En 1998 fichó por el club valenciano Dorna Godella, posteriormente Ros Casares Valencia. En 2004 retornó a Barcelona, permaneciendo en el UB Barça hasta 2007. La 2007/08 fue su última temporada en activo en el EBE Ibiza. Es una de las jugadoras de la selección femenina de baloncesto con más de 100 partidos internacionales representando a España.

## Palmarés

### Palmarés con la selección española
- Eurobasket 2001 ( Francia)
- Eurobasket 2003 ( Grecia)

### Palmarés a nivel clubes
- Campeona de la Liga Femenina (2001, 2002 y 2004)
- Campeona de la Copa de la Reina (2002, 2003 y 2004)